# Нордин Амрабат
Нуредин „Нордин” Амрабат (арап. نورالدين أمرابط‎‎‎, хол. Noureddine "Nordin" Amrabat); Нарден, 31. март 1987) професионални је марокански фудбалер који примарно игра у средини терена на позицији левог крила.
Његов млађи брат Софјан је такође професионални фудбалер. 

## Клупска каријера
Амрабат је професионалну фудбалску каријеру започео играјући у холандским екипама Алмереа, Венлоа и ПСВ Ајндховена. Током три сезоне колико је провео у ПСВ Ајндховену играо је и у Лиги шампиона.
По окончању уговора са тимом из Ајндховена сели се у Турску где игра, прво за екипу Кајсериспора, а потом и за Галатасарај са којим осваја првенство и куп Турске. 
Једно време је играо и у шпанској Примери у дресу Малаге, а од јануар 2016. је играч енглеског Вотфорда. 

## Репрезентативна каријера
У периоду 2007—2008. одиграо је неколико утакмица за младу репрезентацију Холандије, а у новембру 2011. се одлучује да промени спортско држављанство и да убудуће наступа за селекције Марока. 
За сениорску репрезентацију Марока дебитовао је 11. новембра 2011. у пријатељској утакмици са селекцијом Уганде, а свега два дана касније постиже и први погодак у националном дресу на утакмици против Камеруна. Два месеца касније по први пут је заиграо и на Афричком купу нација где је одиграо све три утакмице групне фазе. Исте године учествује и на Летњим олимпијским играма 2012. у Лондону као члан олимпијског тима Марока.  
Селектор Ерве Ренар уврстио га је на списак играча за Светско првенство 2018. у Русији, где је одиграо све три утакмице за Мароко у групи Б.

### Голови за репрезентацију
| №  | Датум              | Место    | Ривал               | Голови | Резултат | Такмичење                                |
| -- | ------------------ | -------- | ------------------- | ------ | -------- | ---------------------------------------- |
| 1. | 13. новембар 2011. | Маракеш  | Камерун             | 1:1    | 1:1      | куп 2011.                                |
| 2. | 13. октобар 2012.  | Маракеш  | Мозамбик            | 4:0    | 4:0      | Квалификације Афричког купа нација 2013. |
| 3. | 13. новембар 2014. | Агадир   | Бенин               | 1:0    | 6:1      | Пријатељска утакмица                     |
| 4. | 5. септембар 2015. | Сао Томе | Сао Томе и Принсипе | 1–0    | 3–0      | Квалификације Афричког купа нација 2017. |

## Успеси и признања
ПСВ Ајндховен
- Холандски суперкуп (1): 2009.

Галатасарај
- Турска суперлига (1): 2012/13.
- Турски суперкуп (2): 2012/13, 2013/14.